# Гама-корекция
Вижте пояснителната страница за други значения на гама.
Гама-корекция (понякога – гама) се нарича предварителното изкривяване на яркостта в черно-бяло изображение или на цветоотделените компоненти в цветно изображение, при неговия запис в телевизията или цифровата фотография. Като предавателна характеристика при гама-корекцията най-често се използва степенна функция във вида
{\displaystyle V_{\text{изх}}=A{V_{\text{вх}}}^{\gamma }},
където {\displaystyle A} е коефициент, а входните {\displaystyle V_{\text{вх}}} и изходни {\displaystyle V_{\text{изх}}} стойности са неотрицателни реални числа. В общия случай при {\displaystyle A=1} входните и изходни стойности се намират в границите от 0 до 1.
В случай че степенният показател {\displaystyle {\gamma }=1}, характеристиката на предаване на полутонове е линейна, и спадовете в осветеността на обекта в светлите и тъмни части се изобразяват еднакво. Ако този параметър е по-малък от единица, се подобрява разпознаването на детайла на слабо осветените участъци. Такова съотношение, наречено „гама кодиране“, се използва при преобразуване на оптично изображение в електричен сигнал или цифров файл в предавателните камери и цифровите фотоапарати. При възпроизвеждане на получения сигнал на кинескоп, за сметка на особеностите на неговите светлинни характеристики, се извършва обратно преобразуване, в резултат на което сумарната гама на цялата система се приближава до единица, осигурявайки пропорционално предаване на полутонове в целия диапазон. Аналогичен процес протича при възпроизвеждане на изображения на течнокристални дисплеи за сметка на веригите за обратна корекция във видеокартата. 

## Стандарти на гама-корекция
В повечето системи за аналогова телевизия гама-корекцията на кодирането се намира в границите 1,2 – 1,3 . Стандартната стойност на параметъра гама за цветовите пространства sRGB и Adobe RGB е 2,2 . Същата стойност е приета в операционната система Windows и повечето други. В компютрите Macintosh от първите поколения гамата на монитора е 1,8, но по-късно стандартът е бил заменен с общоприет. Кривата на полутоновете на файловете RAW е линейна, поради което не се подлага на гама-корекция, но за нормалното изображение на дисплея, програмите за преглед показват RAW-файловете със стандартна корекция 2,2 .
Собствената гама на повечето монитори, основани на електронно-лъчеви тръби, е 2,5 и за получаване на стандартно гама-изображение 2,2 видеокартата извършва допълнителна корекция на сигнала. Същото се отнася и за твърдо-кристалните дисплеи, за които характеристиката на изображението е още по-нелинейна, отколкото при тръбите. Средствата за настройка на видеокарти и вътрешни модули за обработка на сигнала в мониторите позволяват да се подава на входа на дисплеите модифициран сигнал и по такъв начин да се коригира гама изображението.